# 社会主義協会テーゼ
社会主義協会テーゼ（しゃかいしゅぎきょうかいテーゼ）とは、社会主義協会の基本理念を定めた文書。1978年前年の協会規制により一部修正のうえ「社会主義協会の提言」と名称変更した。

## 策定の経過
1955年両社会党合同により左社綱領が廃棄されて後、社会主義協会は自己の理論が定式化された文書を持たなかった。このため社会主義協会第四回総会(1962年)で起草作業が提起され、社会主義協会が太田派・向坂派に分裂した第八回大会(1967年8月)初日に「勝利の展望」の名称で決定された。(分裂は大会三日目に起きた)「勝利の展望」には平和革命などで太田派と妥協した部分があったため、分裂後(向坂派)『社会主義』1968年増刊号に最終草案を発表し、第二回大会(1968年9月)で「社会主義協会テーゼ(第一部)－社会主義革命への道」として再決定された。大会後パンフレット形式で発行されたが1970年末に売りきれたのを機に、「『社会主義協会テーゼ』学習のために」「左社綱領」などを収めた単行本が1971年5月に発行され、これが定本となった。一般に「社会主義協会テーゼ」といえばこの第一部を指す。
なお、太田派社会主義協会では分裂直前に決定された「勝利の展望」はほとんど学習されず、それに代わる文書も作られなかった。

## 内容
はじめに、序章　社会主義協会の歩み、第一章　日本における社会主義革命の条件と形態、第二章　社会主義協会の性格と任務、からなるが、その主要内容は次の通り。
1.国際情勢の認識
社会主義世界体制の確立、資本主義諸国における労働者階級の政治成熟、民族独立運動の発展の結果、帝国主義世界体制は大きく後退し、現代は社会主義革命の時代にある。特に社会主義世界体制の発展は世界史の発展の積極的担い手となりつつある。社会主義は国内的にも国際的にも矛盾を生みだすことは避けられないが、この矛盾は資本主義と異なりかならず解決しうるものである。
2.日本の情勢の認識
日本資本主義は金融独占資本体制の再建を完成し、帝国主義として復活している。日本の主権はアメリカ帝国主義によって制約されているが、これは日本独占と国家が、自らその主権の一部をアメリカに譲り渡しているのであり、国家主権がアメリカに握られているのではない。日本独占資本と国家は基本的に日本を支配している。日本資本主義の基本矛盾は資本家階級と労働者階級との階級対立であり、革命の性格は反独占社会主義革命である。
3.平和革命の必然性
日本では民主主義は憲法によって制度化され、国家権力は国会に集中している。革命的社会主義政党が労働者階級を主導的な力として大衆の結集に成功している場合、社会主義革命は国会をつうじて武装蜂起なしに平和的に遂行される必然性を持つ。世界の平和運動の拡大など国際条件も、平和移行の一般的条件となる。
4.プロレタリア独裁
革命的社会主義政権は、生産手段を原則として国有または公有とする。行政、司法、教育、軍事などの諸機関を掌握し、または廃棄する。新聞、放送などの機構を新しい社会秩序にそって指導する。民主主義的警察は持つが、民主主義的軍隊が必要かはその時の諸情勢に規定されるので、今日決定するのは尚早である。このような任務を果たしうる政権は、プロレタリア独裁である。単独政党か複数政党かは、社会主義革命の一般的条件ではない。
5.革命の条件－一般的危機と特殊的危機の区別
資本主義は一般的には危機にあるが、これはいつでも革命の生起する条件があることを示すものではなく、特殊的な危機が存在するか、さらに主体的条件が備わっているかによる。
6.革命の主体
革命の主体は組織労働者であり、それを基盤とし指導する社会主義政党である。独占資本を孤立させるため、他の諸階層を反独占、民主主義擁護、反帝国主義戦争の統一戦線に結集させる。統一戦線政府、過渡期の政権の任務は、徹底的な民主主義の拡充である。主体的条件未成熟などで中途で退却せざるをえない場合もある。
7.反合理化闘争が基本
労働者階級は独占資本に対して徹底的に敵対的である。日本独占資本はその矛盾の克服のため、強力な体制的合理化を進めざるを得ない。そのため、労働者階級の強力な抵抗－反合理化闘争に遭遇する。反独占統一戦線結成の中心的、基本的運動は反合理化闘争であり、生産点における反合理化闘争によって強化された力なくして反独占統一戦線の成立と成長はない。
8.社会主義協会の基本的任務
日本社会党は総体的に正しい現状把握と革命路線をもっており、日本社会党を社会主義革命をになう中核的政党として強化しうる。社会主義協会の基本的任務は日本社会党の階級的強化である。協会員の政治活動は原則としてすべて日本社会党の中で、その決定にしたがいおこなう。党の各級機関での決定をできるだけ正しいものにし、方針などに誤りがあればそれを正す努力をしながら、その具体化に全力をあげる。

## テーゼ第二部
第二回大会では、各運動分野ごとのテーゼを第二部として起草し下部討議に付すことも決定された。このうち労働運動論は第四回大会（1971年）で「労働組合運動と統一戦線」、農民運動論は第五回大会（1972年）で「農民運動と統一戦線」としてそれぞれ決定された。このほか青年運動、党活動なども決定される予定であったが、実際には実現せず、労働運動、農民運動の部分が「労働組合運動・農民運動と統一戦線」として社会主義協会より1973年にパンフレットのかたちで発行され、「テーゼ第二部」と呼ばれた。

## 協会規制以後
「社会主義協会テーゼ」は社会主義協会が当時主張していたマルクス・レーニン主義の内容を具体的に述べたもので、当時の代表向坂逸郎の思想が強く反映されている。その後の協会の運動に極めて大きな影響を与え、協会内では「テーゼ」を絶対化する傾向も生まれた。1977年の協会規制の際は、「社会主義協会テーゼ」という名称自体が党中党をめざすものだと批判され、1978年2月社会主義協会第十一回大会（総会）で名称を「社会主義協会の提言」と改めるとともに、「社会主義政党であれば、綱領にあたるものである」などの表現を削除・修正し、「『社会主義協会テーゼ』学習のために」「労働組合運動と統一戦線」は廃止された。同年修正を経た『社会主義協会の提言』単行本が発行されたが、妥協に不満な会員はその後も長く「社会主義協会テーゼ」の名を用いた。
ソビエト連邦の崩壊後1992年3月の協会第25回総会で、社会主義の優位性などを規定した「社会主義協会の提言」改訂の必要性が提起されたが作業は進まず、1998年社会主義協会再分裂後に「社会主義協会新テーゼ」(坂牛協会　2001年)、「社会主義協会提言の補強」(佐藤協会　2002年)として実現した。佐藤協会では「提言」を歴史文書とし、「社会主義協会の新提言」(仮称)を決定する予定であったが、「提言」に愛着を持つ会員が多く、結局訂正補強部分を「提言補強」とし、両者を併せて「社会主義協会提言」とすることが決定された。坂牛協会「新テーゼ」では、「提言」（「テーゼ」）との関係は明記されていない。